# 圣伊丽莎白 (阿格里真托省)
圣伊丽莎白（義大利語：Santa Elisabetta），是意大利西西里大区阿格里真托省的一个市镇。总面积16.17平方公里，人口2770人，人口密度171.3人/平方公里（2009年）。ISTAT代码为084037。